# Rochester Philharmonic Orchestra

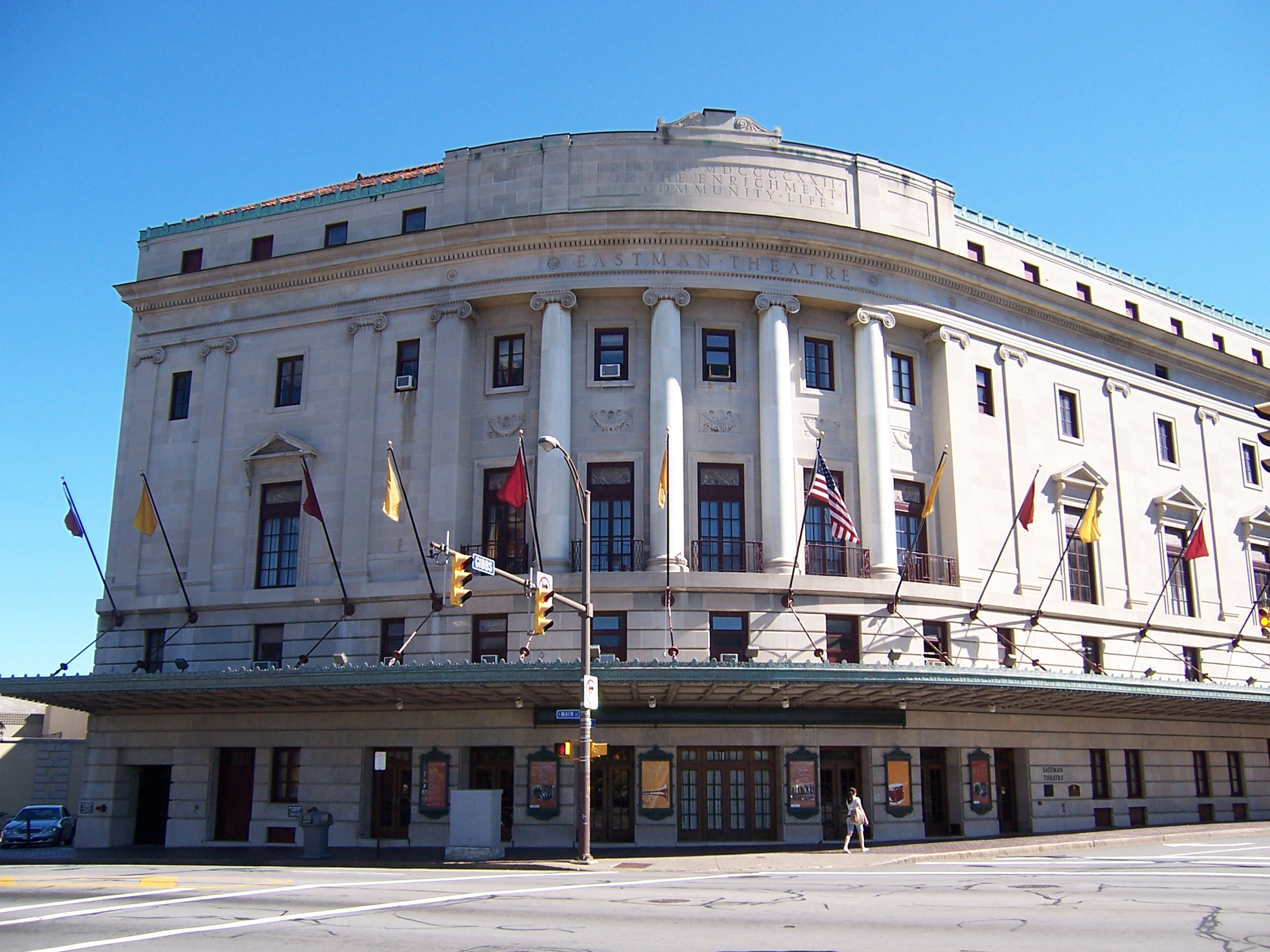
Eastman Theatre in Rochester

Das Rochester Philharmonic Orchestra (RPO) ist ein amerikanisches Orchester in der Stadt Rochester im US-Bundesstaat New York. Sein Hauptspielort ist das Eastman Theatre an der Eastman School of Music. Es wurde 1922 von dem Industriellen und Musikliebhaber George Eastman gegründet. Bereits 1929 begann das Rochester Philharmonic Orchestra mit der landesweiten Ausstrahlung von Radiokonzerten und gehörte damit zu den Pionieren dieser Aufgabe. Im Laufe seiner Geschichte wurde das RPO mehrfach ausgezeichnet, insbesondere in der Blütezeit der Stadt bis in die Mitte der 1960er Jahre. Zurzeit bestreitet es etwa 150 Konzerte jährlich.
Zu den Musikdirektoren zählten u. a. Eugène Aynsley Goossens, José Iturbi, Erich Leinsdorf, David Zinman und Mark Elder. Von 1998 bis 2011 leitete Christopher Seaman das Orchester. Nachfolger wurde 2011 der norwegische Dirigent Arild Remmereit, doch das Direktorium beendete 2013 seinen Vierjahresvertrag vorzeitig. Seit 2014 ist Ward Stare Musikdirektor des Orchesters.